# 1896 en Ontario
Chronologie de l'Ontario
- 1892
- 1893
- 1894
- 1895
- 1896
- 1897
- 1898
- 1899
- 1900

Cette page concerne des événements d'actualité qui se sont produits durant l'année 1896 dans la province canadienne de l'Ontario.

## Politique

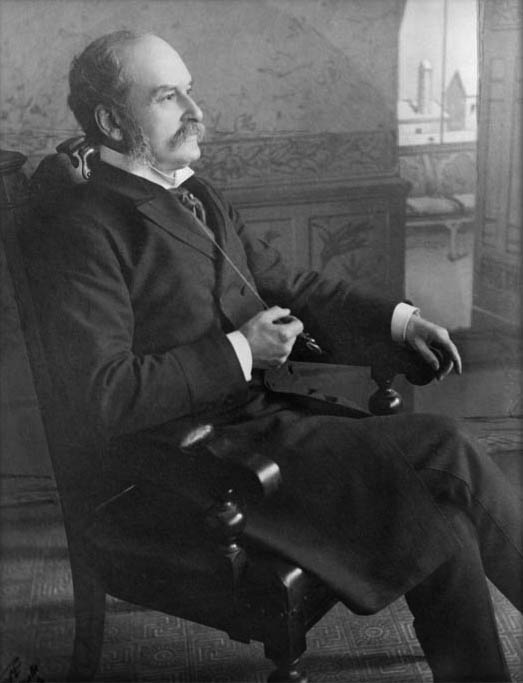
Arthur Sturgis Hardy, 4e Premier ministre de l'Ontario

- Premier ministre : Oliver Mowat puis Arthur Sturgis Hardy Parti libéral).
- Chef de l'Opposition: George Frederick Marter (en) puis James Whitney (Parti conservateur).
- Lieutenant-gouverneur: George Airey Kirkpatrick (en) puis Casimir Stanislaus Gzowski (intérim)
- Législature: 8e (en)

## Événements

### Janvier
- 14 janvier : le libéral Malcolm Colin Cameron (en) est élu sans opposition député fédéral de Huron-Ouest à la suite de la nomination du conservateur James Colebrooke Patterson au lieutenant-gouverneur du Manitoba.
- 24 janvier : lors des deux élections partielles provinciales, le libéral John Dickenson (en) est élu député de Wentworth-Sud à la suite de la démission du même parti Nicholas Awrey (en) et le conservateur James Tucker (en) est élu député de Wellington-Ouest (en) à la suite de la démission du conservateur-A.P.P. (en) George Tucker.

### Avril
- Avril : le député provincial de Dundas James Whitney devient le chef du Parti conservateur à la suite de la démission de George Frederick Marter (en)[1].
- 24 avril : le gouvernement fédéral annonce des élections générales pour le 23 juin. Le premier ministre Mackenzie Bowell annonce sa démission. Il est remplacé par Charles Tupper qui devient le nouveau premier ministre du Canada.

### Juin
- 23 juin : le Parti libéral de Wilfrid Laurier remporte les élections générales avec 117 députés élus contre 86 conservateurs (y compris 15 libéraux-conservateurs), 4 candidats conservateurs indépendants, 2 candidats de la Grande association des partons de l'industrie de l'Ontario et McCarthyite, 1 candidat libéraux indépendants et indépendant. En Ontario, le score est de 43 députés libéraux, 41 conservateurs (y compris 7 libéraux-conservateurs), 4 candidats conservateurs indépendants, 2 candidats de la Grande association des partons de l'industrie de l'Ontario, 1 McCarthyite et 1 candidat libéral indépendant.

### Juillet
- 25 juillet : Le cabinet d'Arthur Sturgis Hardy est assermenté qui succède du gouvernement d'Oliver Mowat lors de sa démission pour se lancer en politique fédérale.
- 27 juillet : le député libéral fédéral de Grey-Nord John Clark (en) est décédé en fonction à cause d'une fièvre typhoïde et de la péritonite, un mois après l'élection.

### Août
- 19 août : le député libéral provincial d'Essex-Sud William Balfour (en) est décédé en fonction à Toronto à cause des complications causées par une tuberculose à l'âge de 45 ans.
- 25 août : le libéral William Paterson est élu député fédéral de Grey-Nord face au conservateur Jas Mclaughlan.

### Septembre
- 7 septembre : le libéral Andrew Pattulo (en) est élu député provincial d'Oxford-Nord à la suite de la démission de l'ancien premier ministre Oliver Mowat.

### Octobre
- 20 octobre : le libéral John Allan Auld (en) est élu député provincial d'Essex-Sud à la suite de la mort du même parti William Balfour (en).
- 22 octobre : le député libéral-conservateur fédéral de Cornwall et Stormont Darby Bergin (en) est décédé en fonction à cause d'une maladie non identifiée.

### Novembre
- 7 novembre : George Airey Kirkpatrick (en) quitte ses fonctions du lieutenant-gouverneur. Casimir Stanislaus Gzowski lui succède en tant qu'intérimaire.

### Décembre
- 19 décembre : le libéral John Goodall Snetsinger (en) est élu député fédéral de Cornwall et Stormont face au conservateur James Leitch.

### Dates non précisées
- Ouverture du premier haut fourneau canadien à Hamilton
- Réorganisation de la Ligue de hockey de l'Ontario qui va principalement s'occuper du hockey junior.

## Naissances
- 8 mars : Charlotte Whitton, 46e maire d'Ottawa († 25 janvier 1975).
- 4 juillet : Frederick Cronyn Betts, député fédéral de London (1935-1938) († 7 mai 1938).
- 12 août : Mitchell Hepburn, 11e premier ministre de l'Ontario († 5 janvier 1953).
- 18 août : Jack Pickford, acteur († 3 janvier 1933).
- 30 août : Raymond Massey, acteur († 29 juillet 1983).
- 7 novembre : Henry Botterell (en), aviateur († 3 janvier 2003).

## Décès
- 14 janvier : Christopher William Bunting, député fédéral de Welland (1878-1882) (° 1er septembre 1837).
- 20 février : Hart Massey (en), homme d'affaires et philosophie (° 29 avril 1823).
- 3 mars : Henry Starnes (ancien maire de Montréal) (º 13 octobre 1816)
- 13 avril : John Christian Schultz, député fédéral de Lisgar (1871-1882), sénateur et lieutenant-gouverneur du Manitoba (° 1er janvier 1840).
- 10 juin : Donald Alexander Macdonald (en), 4e lieutenant-gouverneur de l'Ontario (° 17 février 1817).
- 19 juin : John Beverley Robinson (en), 12e maire de Toronto, député fédéral d'Algoma (1872-1874) et Toronto-Ouest (1875-1880) et 5e lieutenant-gouverneur de l'Ontario (° 21 février 1821).
- 27 juillet : John Clark (en), député fédéral de Grey-Nord (1896) (° 1835).
- 19 août : William Balfour (en), député provincial d'Essex-Sud (1882-1896) et président de l'Assemblée législative de l'Ontario (1895-1896) (° 2 août 1851).
- 22 octobre : Darby Bergin (en), député fédéral de Cornwall (1872-1874, 1878-1882) et Cornwall et Stormont (1882-1896) (° 7 septembre 1826).